# Armenak Alacsacsján
Armenak Alacsacsján, örményül: Արմենակ Միսակի Ալաջաջյան (Alexandria, Egyiptom, 1930. december 25. – Scarborough, Toronto, Kanada, 2017. december 4.) olimpiai ezüstérmes szovjet-örmény kosárlabdázó, edző.

## Pályafutása
1948 és 1954 között a SZKIF Jereván, 1955 és 1957 között az Alma Ata-i Burevesztnyik, 1958 és 1966 között a CSZKA Moszkva kosárlabdázója volt.
Tagja volt az 1964-es tokiói olimpián ezüstérmes szovjet válogatottnak. 1953 és 1965 között négy Európa-bajnoki címet nyert a válogatott csapattal.

## Sikerei, díjai
- Olimpiai játékok
  - ezüstérmes: 1964, Tokió
- Európa-bajnokság
  - aranyérmes (4): 1953, 1961, 1963, 1965